# StarCraft 2: Heart of the Swarm
StarCraft 2: Heart of the Swarm est la première extension du jeu vidéo de stratégie en temps réel StarCraft 2: Wings of Liberty. Développée par Blizzard Entertainment, celle-ci est publiée le 12 mars 2013 sur PC et Macintosh. Heart of the Swarm introduit une nouvelle campagne, un nouveau mode entraînement, de nouveaux environnements ainsi que de nouvelles unités et améliorations pour chaque faction du jeu.
La campagne continue l’histoire racontée dans Wings of Liberty. L’action se focalise sur les Zergs et leur leader, Sarah Kerrigan. L’extension est bien reçue par les critiques et les joueurs. Le jeu dépasse le million d'exemplaires vendus deux jours seulement après sa sortie.
À partir de la 3.0, le jeu de base n'est plus nécessaire pour jouer au contenu des extensions de Starcraft 2

## Trame

### Contexte
Heart of the Swarm prend place dans l’univers de science-fiction de StarCraft. L’action de la série se déroule dans une zone de la Voie lactée appelée secteur Koprulu. Le jeu débute peu après la conclusion de la campagne Wings of Liberty dans laquelle le leader rebelle Jim Raynor parvient à rendre sa forme humaine à son grand amour Sarah Kerrigan grâce à un puissant artéfact.

### Scénario
Sarah Kerrigan, qui a retrouvé sa forme humaine, est enfermée dans un laboratoire Umojan pour y subir des tests. Le prince impérial Valérian Mengsk veut en effet vérifier qu'elle n'a plus de trace de mutagène zerg en elle. Il désire également mesurer l'étendue de ses capacités pour en faire éventuellement une arme contre son père, l'empereur Arcturus Mengsk. Les résultats sont concluants, bien que Kerrigan refuse d'utiliser les Zergs, les jugeant trop dangereux. Néanmoins, Sarah est toujours rongée par la haine qu'elle porte envers l'empereur qui l'a jadis trahie. Jim Raynor parvient tout de même à la convaincre de partir avec lui et d'oublier ses désirs de vengeance.
Cependant, les choses ne se passent pas comme prévu… Une attaque surprise des forces de l'empire du Dominion sépare les deux amants. Kerrigan parvient à rejoindre le vaisseau spatial des rebelles. Jim n'a pas cette chance et tombe entre les mains des impériaux. Décidée à récupérer Jim coûte que coûte, Sarah retourne sur la planète Umoja pour réunir des forces zergs et vaincre le Dominion. Malheureusement, il est trop tard, le journal télévisé du Dominion annonce que Jim Raynor a été exécuté. Le cœur brisé, Sarah décide de vouer sa vie pour venger la mort de celui qu'elle aime. Pour cela, elle reprend le contrôle de l'essaim Zerg en revenant sur Char puis sur d'autres planètes. Elle réunit petit à petit toute une armée, la renforçant par le nombre et par les gènes qu'elle collecte pendant son périple, n'hésitant pas à massacrer ceux qui risqueraient de faire échouer son plan.
Au cours de son voyage, elle croise le Protoss Zeratul, qui lui explique qu'elle fait partie d'une prophétie. L'ancien chef des Zergs, le Maître-Esprit avait en effet choisi Kerrigan pour le remplacer et libérer les Zergs du contrôle d'Amon, un Xel'Naga malfaisant qui veut annihiler toute forme de vie. Elle est contrainte de redevenir à nouveau une Zerg, mais cette fois elle est dotée d'un libre arbitre et d'une conscience. Du sort de Kerrigan dépend celui de tout l'univers, car seul son pouvoir pourra empêcher le retour d'Amon.
Mais, un message d'Arcturus vient chambouler ses plans d'invasion du Dominion : Jim n'est pas mort mais détenu en otage par l'empereur. Sarah ne peut alors mener une attaque sur Korhal, la planète capitale de l'empire, sans risquer la vie de Raynor. Sa libération devient dès lors une priorité. Sarah contacte alors la rébellion pour qu'elle l'aide à le retrouver. Ensemble, ils découvrent que Jim est détenu dans un vaisseau prison en navigation perpétuelle. Après un rapide assaut, ils parviennent à le libérer. Mais Jim est médusé par l'apparence de Kerrigan. Celle-ci, en pleurs, lui annonce qu'elle n'avait pas le choix, que c'était la seule solution pour le libérer mais qu'elle est toujours elle-même. Néanmoins, Jim est bien trop marqué par les crimes qu'elle a commis naguère. Il lui tourne le dos et rompt sa relation avec elle.
Kerrigan a cependant toujours une revanche à prendre sur son ennemi juré. Un seul obstacle se dessine désormais devant elle, un laboratoire où sont produits des hybrides protoss-zergs qu'elle pense dangereux si Mengsk décide de les utiliser. Sur place, elle y rencontre Stukov, ancien commandant terrien mort au combat, puis ressuscité pour devenir le cobaye d'expériences qui l'ont rendu à moitié zerg. Il se révèle être aussi avide de vengeance envers le Dominion que Kerrigan. Il l'aide donc à entrer dans le laboratoire. Néanmoins, il s'avère que ce dernier n'est plus contrôlé par le Dominion mais par Narud, un serviteur du Xel'Naga déchu Amon. Durant le combat qui lui coûte la vie, Narud révèle à Sarah que l'arrivée de son dieu n'est plus qu'une question de temps.
Toutes les barrières à l'invasion annihilées, la reine lance l'essaim contre les défenses de Korhal. Valérian insiste cependant pour que les civils soient évacués pour éviter les victimes innocentes. Acceptant sa requête, Kerrigan avoue s'être trompée à son sujet et estime que c'est lui qui devrait prendre la succession de son père. Submergé par la violence de l'attaque, Mengsk se retranche dans son palais. Voyant ses hommes tomber un à un, le dictateur déchu reste confiant, il n'a pas dit son dernier mot…
Kerrigan, décidée à lui faire payer elle-même toutes ses trahisons. Cependant, alors qu'elle s’apprête à le tuer, Mengsk active un artéfact qui la paralyse. Elle est néanmoins sauvée in extremis par Jim et peut enfin accomplir sa vengeance. Avant de mourir, Arcturus dit qu'il a transformé Kerrigan en monstre, ce à quoi elle répond qu'il a transformé tout le monde en monstres. Jim et Kerrigan sont enfin réconciliés et libérés de la menace de l'empereur, cependant, ils savent tous deux pertinemment que leur amour est désormais impossible… Kerrigan part avec son essaim pour se préparer à l'arrivée d'un ennemi bien plus puissant qu'Arcturus Mengsk ne l'a jamais été : Amon.

## Système de jeu
Le système de jeu de Heart of the Swarm est très proche de celui du jeu original. L’extension introduit cependant sept unités inédites ainsi que des modifications d’unités existantes. Les Zergs disposent de l’Essaimeur, une nouvelle unité terrestre pouvant s'enfouir dans le sol pour générer des nuisibles et de la Vipère, d’une nouvelle unité volante utilisant un grappin pour attirer à elle des unités adverses. De leur côté, les Terrans se voient dotés de deux nouvelles unités mécaniques terrestres. La première, le Nettoyeur, est une transformation des Tourmenteurs plus résistante et plus efficace contre les unités légères. La seconde, la Mine veuve peut s’enfouir dans le sol afin de surprendre les troupes adverses,. Enfin, trois nouvelles unités aériennes viennent compléter les forces Protoss. La première, le Noyau de vaisseau mère peut se téléporter. La seconde, l’Oracle est très rapide et dispose d’une attaque particulièrement efficace contre les ouvriers. Le troisième, le Tempête peut lui tirer à une très longue portée,.
Certaines unités et bâtiments du jeu original ont également subi des modifications visant à améliorer la jouabilité et l’équilibre du jeu original. C’est le cas par exemple des médivacs, dotés d’une capacité permettant d’augmenter temporairement leur vitesse, ou des templiers noirs, dont le bâtiment est maintenant moins couteux en ressources.

### Campagne
Le mode campagne consiste en une succession de missions dans lesquelles le joueur doit amener les Zergs dirigés par Sarah Kerrigan à la victoire. Entre les missions, le joueur évolue dans le Léviathan, un vaisseau spatial Zerg. Le joueur peut s'y déplacer comme dans un jeu en pointer et cliquer. La principale évolution par rapport à la campagne de Wings of Liberty réside dans la possibilité de faire évoluer Kerrigan au fur et à mesure de sa progression dans le jeu. Celle-ci accumule en effet de l’expérience en réussissant les objectifs des différentes missions. Cette expérience lui permet alors de débloquer de nouvelles capacités et de devenir plus puissante. Le joueur peut également améliorer ses unités en choisissant entre deux types d’évolution irréversible et entre trois types de mutation qu’il peut modifier suivant ses besoins. Des missions secondaires permettent de tester les différentes améliorations.

### Entraînement
En plus d’une nouvelle campagne et de nouvelles unités, Heart of the Swarm introduit un mode entraînement qui permet aux joueurs débutants d’apprendre les bases du système de jeu de chaque faction grâce à trois tutoriels de difficulté croissante. Dans les deux premières parties, le joueur peut ainsi apprendre à gérer les unités terrestres de base puis les unités les plus avancées. Le troisième tutoriel donne accès à l’ensemble des unités pour simuler une partie multijoueur.

### Multijoueur
En plus des modifications du contenu du jeu, le mode multijoueur se voit enrichi de nouvelles fonctionnalités. La principale nouveauté est l’ajout d’un système de niveaux qui permet de débloquer de nouvelles apparences pour certaines unités ou de nouveaux portraits. Le système de recherche automatique de partie est également amélioré et permet désormais de jouer des parties n’ayant pas d’influence sur le classement du joueur. Il devient également possible de regarder une partie enregistrée à plusieurs. Un système de clans et de groupes a également été ajouté à l’interface de Battle.net. Enfin, il devient possible de jouer sur n’importe quel serveur du monde à partir du même compte,.

## Développement
Blizzard Entertainement annonce dès juin 2008 que StarCraft 2 serait publié en trois parties (Wings of Liberty, Heart of the Swarm et  Legacy of the Void) se focalisant chacune sur une des factions du jeu. L’équipe de scénaristes du studio commence à travailler sur la première extension début 2010 alors que la première partie n’est pas encore sortie.
Plus de cent cinquante personnes ont participé au développement de l’extension, l’équipe principale travaillant sur le contenu et l’interface étant composée de soixante-dix personnes.
Fin 2011, Blizzard Entertainement dévoile une première version du mode multijoueur de l’extension qui inclut de nouvelles unités. Dans celles-ci, les Terrans se voient dotés de trois nouvelles unités mécaniques : le Tourmenteur, le Chien de guerre et le Déchiqueteur. Les Protoss disposent de l’Oracle et du Tempête, deux nouvelles unités volantes et d’un Répliquant, une nouvelle unité terrestre capable de copier les unités adverses. De leur côté les Zergs se voient dotés de deux nouvelles unités : la Vipère et l’Essaimeur. Certaines unités, comme le Déchiqueteur et le Répliquant, sont abandonnées au cours du développement. De son côté, le Chien de guerre se révèle trop puissant et est finalement abandonné durant la bêta-test fermée du mode multijoueur qui se déroule du 4 septembre 2012 au 1er mars 2013,.
Le jeu est officiellement publié sur PC et Macintosh le 12 mars 2013,,.

## Versions
En même temps que la version standard du jeu publiée le 12 mars 2013, Blizzard Entertainment a également publié une version digital de luxe et une version collector. La version de luxe inclut du contenu virtuel additionnel pour plusieurs jeux Blizzard dont notamment trois portraits inédits et une apparence personnalisée de l'unité Ultralisk pour Heart of the Swarm, un animal spécial pour World of Warcraft ainsi que les ailes de la Reine des Lames et un équipement siglé Heart of the Swarm pour le jeu Diablo 3. En plus du contenu de la version deluxe, la version collector inclut également un livre d’illustration de 144 pages, un tapis de souris, un DVD revenant sur le développement du jeu et un CD de la bande originale du jeu.

## Accueil

### Critique
| StarCraft 2: Heart of the Swarm |      |        |
| Média                           | Pays | Notes  |
| Canard PC                       | FR   | 6/10   |
| Computer and Video Games        | US   | 84 %   |
| Eurogamer                       | US   | 90 %   |
| Game Informer                   | US   | 87,5 % |
| GamesRadar+                     | US   | 4,5/5  |
| GameSpot                        | US   | 80 %   |
| Gamekult                        | FR   | 80 %   |
| IGN                             | US   | 86 %   |
| Jeuxvideo.com                   | FR   | 18/20  |
| Compilations de notes           |      |        |
| Metacritic                      | US   | 86 %   |
| GameRankings                    | US   | 85,6 % |

Heart of the Swarm a généralement été bien accueilli par les critiques avec des scores de 86 % et 85,6 % sur les sites Metacritic et GameRankings,.
Côté technique, les critiques notent que les graphismes n’ont pas beaucoup évolué mais qu’ils restent jolis, et que le jeu a le mérite de tourner correctement sur des ordinateurs peu puissants. Le site GameSpot met notamment en avant l’apparence « superbe » des unités et juge que le jeu démontre la « maîtrise technique et artistique » de Blizzard Entertainment,. De leur côté, les musiques sont jugées « somptueuses » et les cinématiques « impressionnantes ». En revanche, le doublage français n’est pas toujours jugé convaincant.
Comme celle de Wings of Liberty, la campagne de l’extension est décrite comme réussie, les critiques saluant notamment la variété des missions et le système permettant de faire évoluer Kerrigan et les différentes unités. Certains journalistes jugent néanmoins le scénario du jeu comme décevant et regrettent que le jeu soit trop linéaire,.
Le mode entrainement est également bien accueilli, les critiques note qu’il remplit son rôle en permettant aux joueurs débutants de se familiariser avec le jeu avant d’affronter d’autres joueurs,. Le mode multijoueur est unanimement salué par les critiques qui jugent la jouabilité de l’extension encore « plus riche, profond, précis et efficace » grâce notamment aux nouvelles unités, chacune d’elles apportant son lot de nouvelles stratégies sans changer fondamentalement la manière de jouer chaque faction,. Les améliorations apportées à Battle.net sont également saluées,.

### Ventes
D'après Blizzard Entertainment, le jeu a dépassé le million d'exemplaires vendus deux jours seulement après sa sortie dont de nombreux précommandés.